# حشره‌خوار سرصاف
 حشره‌خوار سرصاف (نام علمی: Crocidura planiceps) نام یک گونه از سرده حشره‌خوارهای دندان‌سفید است.